# هارلند ویلیامز
هارلند ویلیامز (به انگلیسی: Harland Williams) (زاده ۱۴ نوامبر ۱۹۶۲) بازیگر کانادایی است.
از فیلم‌های او می‌توان به کارمند ماه، همه نه یارد، یه چیزی راجع به مری هست، خواهری پسران، فردی انگولک شد، به‌خاطر وین-دیکسی، زندگی من در ویرانه‌ها، پایین پریسکوپ و پارک سگ اشاره کرد.